# Ulla Thorbjørn Hansen
Ulla Thorbjørn Hansen (født 14. januar 1966 i Birkerød) er en dansk teolog som siden september 2022 var været biskop i Roskilde Stift. Forinden havde hun været provst for Slagelse Provsti.

## Uddannelse og tiden før hun blev biskop
Ulla Thorbjørn blev student fra Aalborghus Statsgymnasium i Aalborg i 1985 hvorefter hun blev bankelev og siden bankassistent i Den Danske Bank. Hun begyndte at læse teologi på Københavns Universitet i 1990 og blev cand.theol. i 1996. Samme år blev hun konstitueret sognepræst i Frederiksborg Slotssogn og året efter i Birkerød Sogn. Thorbjørn var sognepræst i Glostrup Pastorat 1998-2008 og sognepræst i Roskilde Domsogn 2008-2017.
I 2017 blev hun provst for Slagelse Provsti og sognepræst i Sct. Peders-Havrebjerg Pastorat i Roskilde Stift.
Samtidig var hun feltpræst 1999-2017 og ledende beredskabspræst i Region Sjælland 2010-2022. Hun har to gange været udsendt feltpræst i Afghanistan. I 2016 blev Ulla Thorbjørn master i sjælesorg, ledelse og krisehåndtering ved Det Teologiske Fakultet på Københavns Universitet. Hun underviste på Katastrofe- og Risikomanageruddannelsen på Professionshøjskolen Metropol / Københavns Professionshøjskole fra 2015 til 2022.
Hun var medlem af bestyrelsen for Landsforeningen af Menighedsråd 2021-2022.

## Biskop
Ulla Thorbjørn Hansen er den 65. biskop over Roskilde Stift. Den forrige biskop, Peter Fischer-Møller, gik på pension 31. august 2022, Der stillede fire kandidater op til bispevalget. Sognepræst Rasmus Nøjgaard vandt første valgrunde med 509 stemmer (30,6 %) mens Ulla Thorbjørn Hansen blev nummer to med 393 stemmer (23,6 %). Da ingen af kandidaterne fik absolut flertal, skulle der afholdes en anden valgrunde mellem disse to. Her  vandt Ulla Thorbjørn Hansen med 818 stemmer (51 %) mod 709 stemmer (44,2 %) til Rasmus Nøjgaard. Stemmeprocenten var 81,2.
Hun tiltrådte embedet 1. september 2022 og blev bispeviet i Roskilde Domkirke 4. september 2022.

## Privat
Thorbjørn er gift med sognepræst Søren Fahnøe Jørgensen. Hun har dyrket idræt på topplan og vundet mesterskaber i rygcrawl.

## Hæder
Thorbjørn er ridder af Dannebrogordenen.